# Stade Edgar-Borges-Montenegro
Le stade Edgar-Borges-Montenegro (en portugais : Estádio Edgar Borges Montenegro), également connu sous le nom d'Edgarzão, est un stade de football brésilien situé dans la ville d'Assu, dans l'État du Rio Grande do Norte.
Le stade, doté de 4 000 places et inauguré en 2001, sert d'enceinte à domicile à l'équipe de football de l'Associação Sportiva Sociedade Unida.
Le stade porte le nom d'Edgar Borges Montenegro, homme politique et préfet de la ville à l'époque de la construction du stade.